# Natalia Tena
Natalia Gastiain Tena (Londra, 1º novembre 1984) è un'attrice e musicista britannica, di origini spagnole.
La sua popolarità è cresciuta dopo aver recitato nei film della saga di Harry Potter nei panni di Ninfadora Tonks e per aver interpretato Osha nella serie TV Il Trono di Spade. Canta e suona in un gruppo musicale chiamato Molotov Jukebox.

## Biografia
Natalia è nata e cresciuta a Londra da genitori spagnoli, Jesús Andrew Gastiain e María Tena, nella fattispecie originari dell'Estremadura e dei Paesi Baschi. È perfettamente bilingue, sapendo parlare fluentemente sia l'inglese sia lo spagnolo. La sua carriera cinematografica è iniziata con un provino per la pellicola About a Boy - Un ragazzo, del 2002, nel quale ottiene il ruolo di Elli. In seguito ha interpretato, nel 2005, i ruoli di Vera e Peggy rispettivamente in L'educazione fisica delle fanciulle e Lady Henderson presenta. L'anno successivo ha invece interpretato Gemma in una puntata della serie televisiva Afterlife - Oltre la vita.
Ha raggiunto la notorietà interpretando, nei film Harry Potter e l'Ordine della Fenice e Harry Potter e il principe mezzosangue, il ruolo di Ninfadora Tonks, che ha poi ripreso anche negli ultimi due film della saga, Harry Potter e i Doni della Morte - Parte 1 e Harry Potter e i Doni della Morte - Parte 2.
Ha avuto un ruolo anche in Lezione ventuno (2008), di cui Alessandro Baricco è autore e regista nella versione cinematografica, nel ruolo di Thompson. Nel 2009 ha interpretato Rose nella pellicola Womb.
Il 30 gennaio 2009 ha iniziato un tour con la Royal Shakespeare Company, interpretando Desdemona nella versione teatrale (riadattata in chiave anni cinquanta) del celebre Otello. Già negli anni duemila aveva partecipato a diverse produzioni teatrali, come Notti al circo e The Clean Heart. Sempre nel 2009 ottiene il ruolo di Osha, donna dei bruti, nella serie televisiva Il Trono di Spade. Nel 2018 ottiene una parte da protagonista nella serie Origin.

## Filmografia parziale

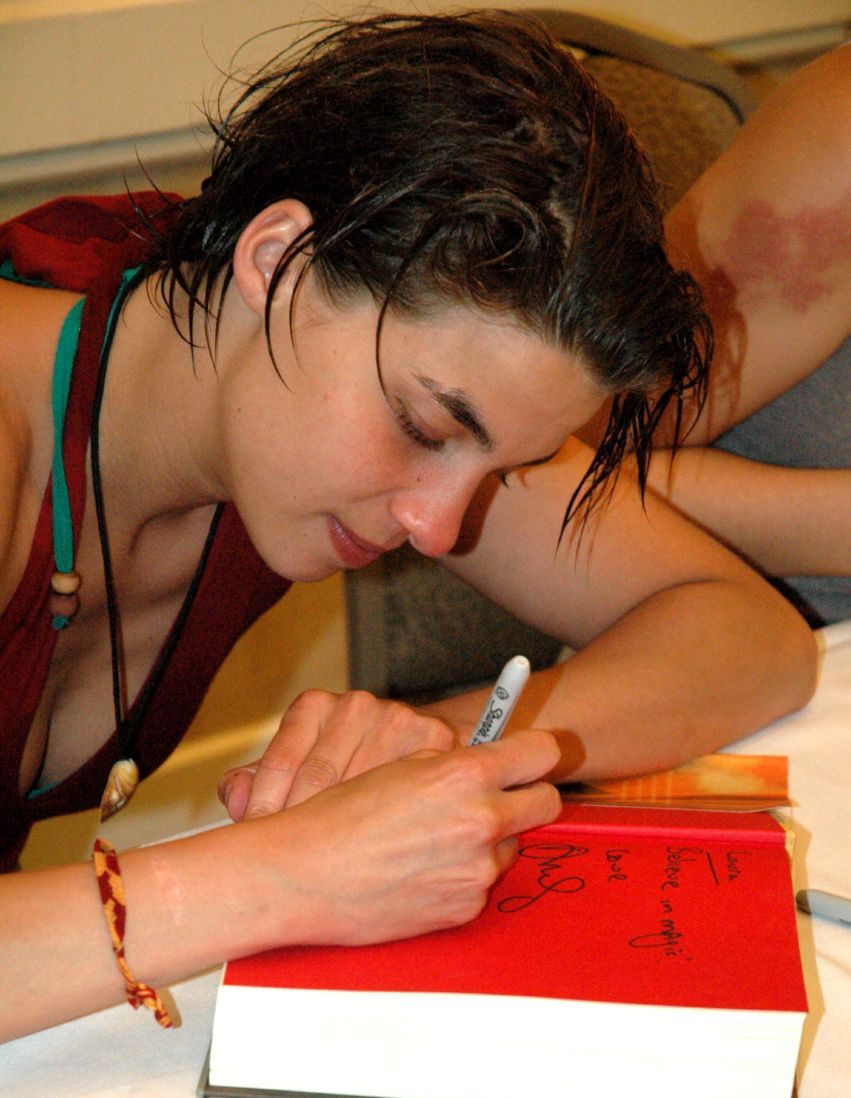
Natalia Tena a una convention a Fort Lauderdale, Florida

### Cinema
- About a Boy - Un ragazzo (About a Boy), regia di Chris e Paul Weitz (2002)
- L'educazione fisica delle fanciulle (The Fine Art of Love: Mine Ha-Ha), regia di John Irvin (2005)
- Lady Henderson presenta (Mrs Henderson Presents), regia di Stephen Frears (2005)
- Harry Potter e l'Ordine della Fenice (Harry Potter and the Order of the Phoenix), regia di David Yates (2007)
- Lezione ventuno (Lecture 21), regia di Alessandro Baricco (2008)
- Harry Potter e il principe mezzosangue (Harry Potter and the Half-Blood Prince), regia di David Yates (2009)
- Womb, regia di Benedek Fliegauf (2010)
- Vivir para siempre, regia di Gustavo Ron (2010)
- Harry Potter e i Doni della Morte - Parte 1 (Harry Potter and the Deathly Hallows: Part 1), regia di David Yates (2010)
- Harry Potter e i Doni della Morte - Parte 2 (Harry Potter and the Deathly Hallows: Part 2), regia di David Yates (2011)
- You instead, regia di David Mackenzie (2011)
- Bel Ami - Storia di un seduttore (Bel Ami), regia di Declan Donnellan e Nick Ormerod (2012)
- 10.000 Km, regia di Carlos Marques-Marcet (2014)
- Amar, regia di Esteban Crespo (2017)
- Ti amo, imbecille (Te quiero, imbécil), regia di Laura Mañá (2020)
- John Wick 4, regia di Chad Stahelski (2023)
- Il buco - Capitolo 2 (El hoyo 2), regia di Galder Gaztelu-Urrutia (2024)

### Televisione
- Doctors – serial TV, puntata 6x173 (2005)
- Afterlife - Oltre la vita (Afterlife) – serie TV, episodio 2x05 (2006)
- Il Trono di Spade (Game of Thrones) – serie TV, 16 episodi (2011-2016)
- Shameless – serie TV, episodio 10x03 (2012)
- Falcón – serie TV, episodi 1x01-1x02 (2012)
- Black Mirror – serie TV, episodio Bianco Natale (2014)
- Residue – miniserie TV, 3 episodi (2015)
- Wisdom of the Crowd - Nella rete del crimine (Wisdom of the Crowd) – serie TV, 13 episodi (2017-2018)
- Origin – serie TV, 10 episodi (2018)
- The Mandalorian – serie TV, episodio 1x06 (2019)
- Professor Wolfe (Wolfe) – miniserie TV, 6 puntate (2021)

## Teatro
- Gone to Heart (2004)
- Bronte (2005)
- Notti al circo (2006)
- The Clean House (2008)
- Otello (2009)
- Europe (2019)

## Doppiatrici italiane
Nelle versioni in italiano delle opere in cui ha recitato, Natalia Tena è stata doppiata da:
- Domitilla D'Amico in About a Boy - Un ragazzo, Harry Potter e l'Ordine della Fenice, Harry Potter e il principe mezzosangue, Harry Potter e i Doni della Morte - Parte 1, Harry Potter e i Doni della Morte - Parte 2, Wisdom of the Crowd - Nella rete del crimine
- Barbara De Bortoli in L'educazione fisica delle fanciulle
- Monica Ward in Lezione ventuno
- Gemma Donati in Womb
- Laura Lenghi ne Il Trono di Spade
- Silvia Pepitoni in Bel Ami - Storia di un seduttore
- Beatrice Caggiula in Black Mirror
- Daniela Calò in The Mandalorian
- Giuppy Izzo in Professor Wolfe
- Eleonora Reti in John Wick 4
- Ludovica Bebi in Ti amo, imbecille
- Alessia Amendola in Il buco - Capitolo 2